# Barrio de La Ribera

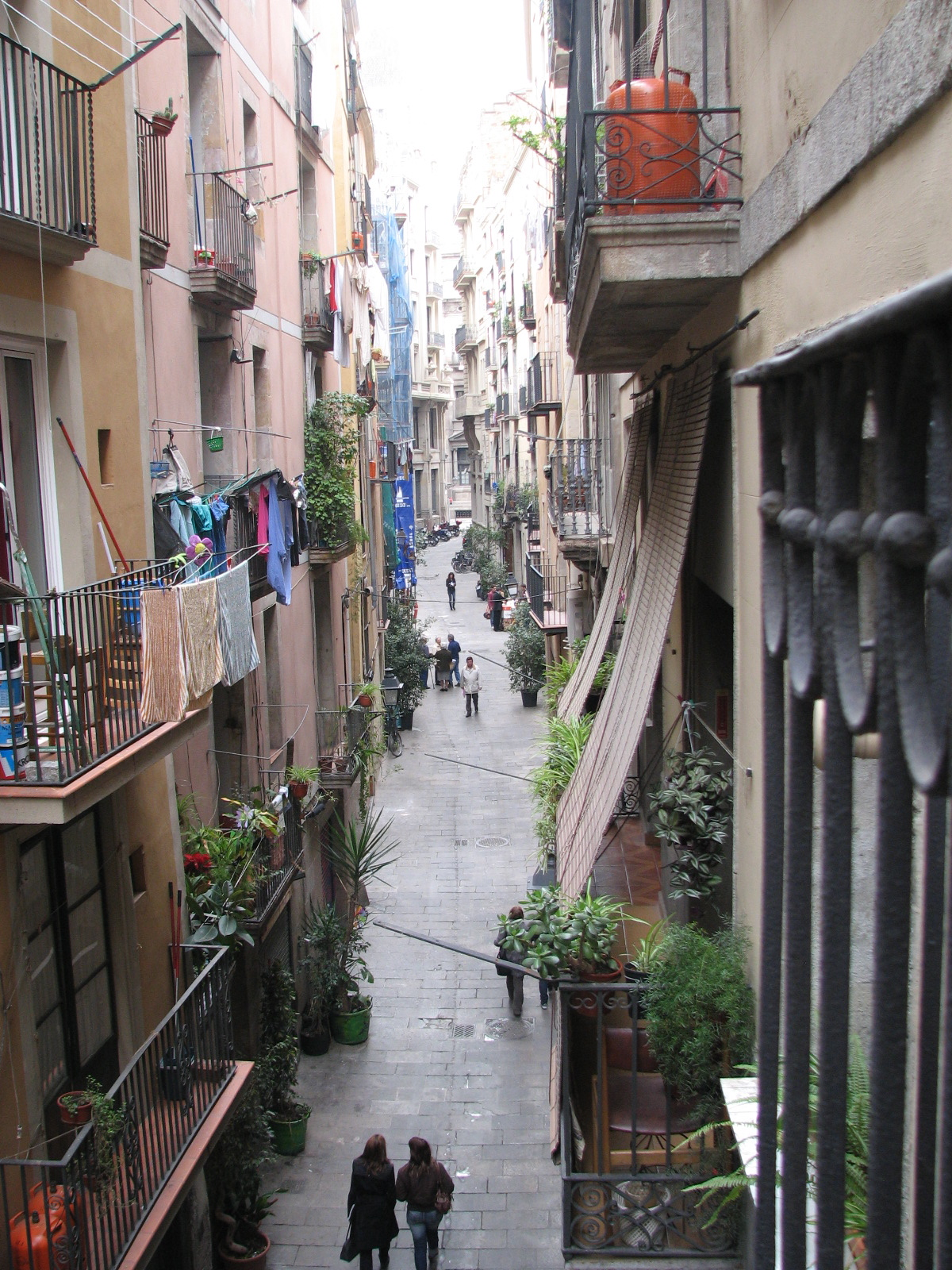
Calle de los Agullers.

La Ribera es un sub-barrio de Barcelona. Fue el centro económico de la ciudad entre los siglos XIII y XV. Los grandes mercaderes edificaron en él sus grandes palacios, como los que todavía se conservan en la calle de Montcada.
Existen dos sectores muy diferenciados: la Ribera y el Borne. Actualmente este último ha tomado tal relevancia que a veces se usa como sinónimo de todo el barrio de la Ribera. El Born antiguamente era llamado la Ribera del Riego Condal, en referencia al cauce, hoy imperceptible y antiguamente la Villanueva o Villanueva de Mar. Se encuentra delimitado por el Paseo de Picasso, la calle de la Princesa hasta la calle del Rec el Paseo del Borne, Sant María de Mar, el Pla de Palau y la avenida del Marqués de la Argentera.
Como elementos arquitectónicos más destacados del barrio se pueden destacar los siguientes:
- La lonja gótica, de la cual se conservan el Salón de Contrataciones y la Sala de los Cónsules bajo una fachada neoclásica del siglo XVIII. Se encuentra situada entre las plazas de Antonio López y el Pla de Palau pero en sus mejores tiempos estaba situada a la orilla del mar.

- La basílica gótica de Santa María del Mar, construida como muestra del poder económico de los habitantes del nuevo barrio.

El barrio perdió importancia cuando el centro económico de la ciudad se desplazó hacia el barrio de la Merced y el nuevo puerto durante el siglo XVI.
La mitad del barrio de La Ribera fue demolido en 1714, después de la derrota catalana durante la Guerra de Sucesión, para construir la fortaleza de la Ciudadela y la gran explanada defensiva a su alrededor.
La Ciudadela fue derribada a su vez en el siglo XIX y las explanadas volvieron a ser urbanizadas, construyéndose en ellas el parque de la Ciudadela y el antiguo mercado del Borne.
El barrio de La Ribera contaba el año 2005 con una población de 22.558 habitantes